# WHOO!

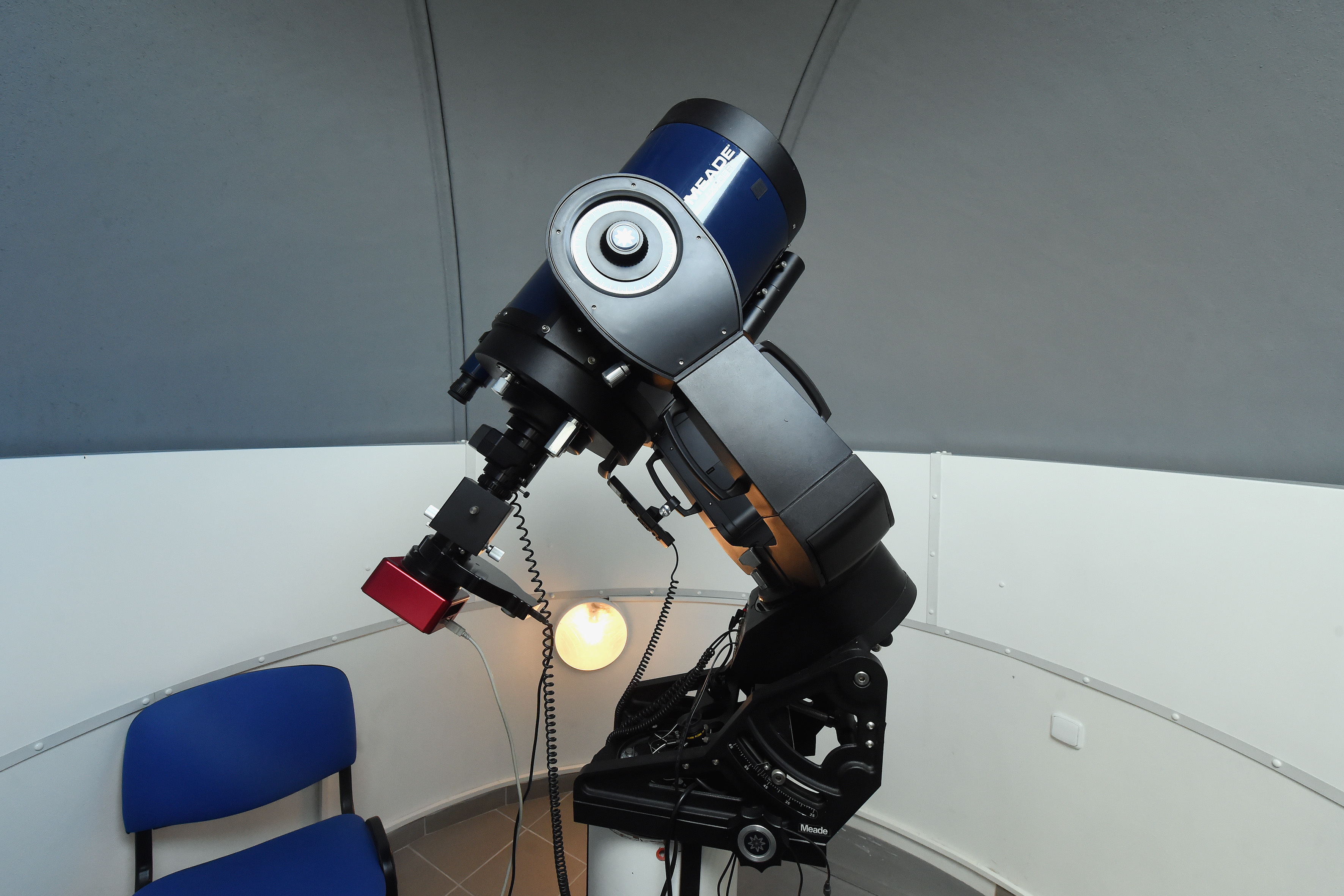
Dalekohled Meade LX200 v kopuli White Hole Observatory v Opavě

WHOO! (White Hole Observatory Opava) je astronomická observatoř na Fyzikálním ústavu v Opavě. Slouží ke studijním účelům studentů Slezské univerzity v Opavě, vědeckému pozorování i pro pozorování pro širokou veřejnost. 

## Historie
Observatoř byla uvedena do provozu v roce 2017. Vznikla v rámci projektu „Rozšíření a modernizace přístrojové základny” a byla vybudována stavební úpravou půdních prostor budovy Fyzikálního ústavu Slezské univerzity v Opavě na Bezručově náměstí 13. 

## Přístup a vybavení
Vstup do místnosti pro pozorovatele je ze 4. nadzemního podlaží, odkud je po schodišti přístup do vlastní kopule hvězdárny. Laminátová kopule observatoře má průměr 3,2 metru a je v ní umístěn dalekohled Meade LX200 o průměru 250 mm na paralaktické montáži. Na dalekohledu je trvale namontována CCD kamera Atik, ale překlápěcí hranol umožňuje také přímé vizuální pozorování. 

## Činnost

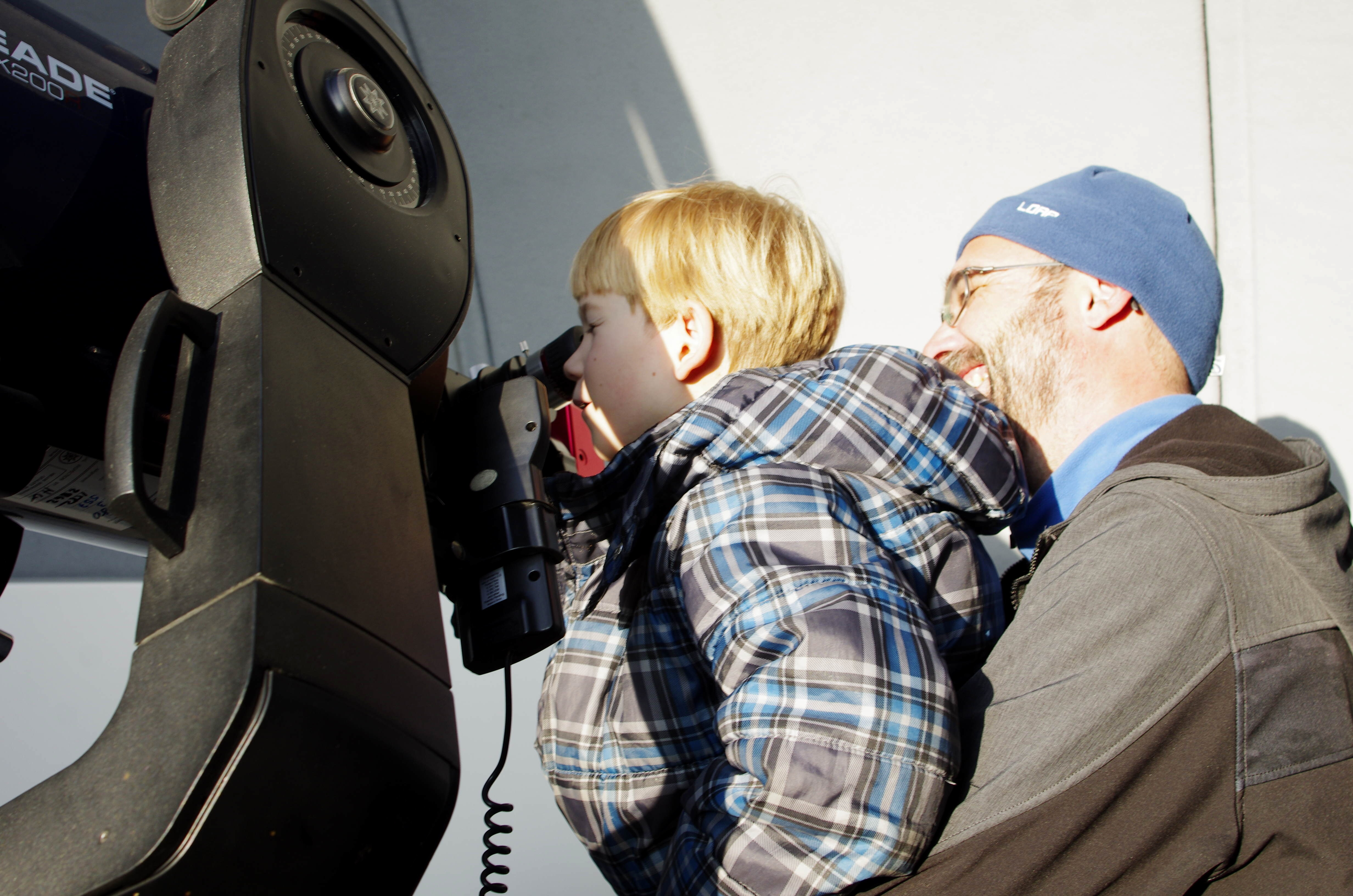
Pozorování pro veřejnost na observatoři White Hole Observatory v Opavě

Observatoř je určena pro odbornou a vědeckou činnost v rámci studia astrofyziky na Fyzikálním ústavu v Opavě. Hlavní náplní je pozorování proměnných hvězd a tranzitujících exoplanet. Observatoř se dokonce podílí i na spolupráci s agenturami ESA a NASA.
Dalekohled je určen i pro pozorování pro širokou veřejnost, a to dvakrát do měsíce za příznivého počasí. Dalekohledem lze pozorovat jasné objekty Sluneční soustava, mlhoviny, hvězdokupy, dvojhvězdy i galaxie. Za denního světla také Měsíc nebo skvrny na Slunci. Neposledně probíhá pozorování vzácných nebeských úkazů.